# František Jan Vavák
František Jan Vavák, zvaný též Franěk (26. října 1741 Milčice u Nymburka – 15. listopadu 1816 Milčice), byl milčický rychtář a český spisovatel – písmák, vlastenecký kronikář a plodný autor veršů, představitel první obrozenecké generace a spolupracovník jejích čelných představitelů.

## Život

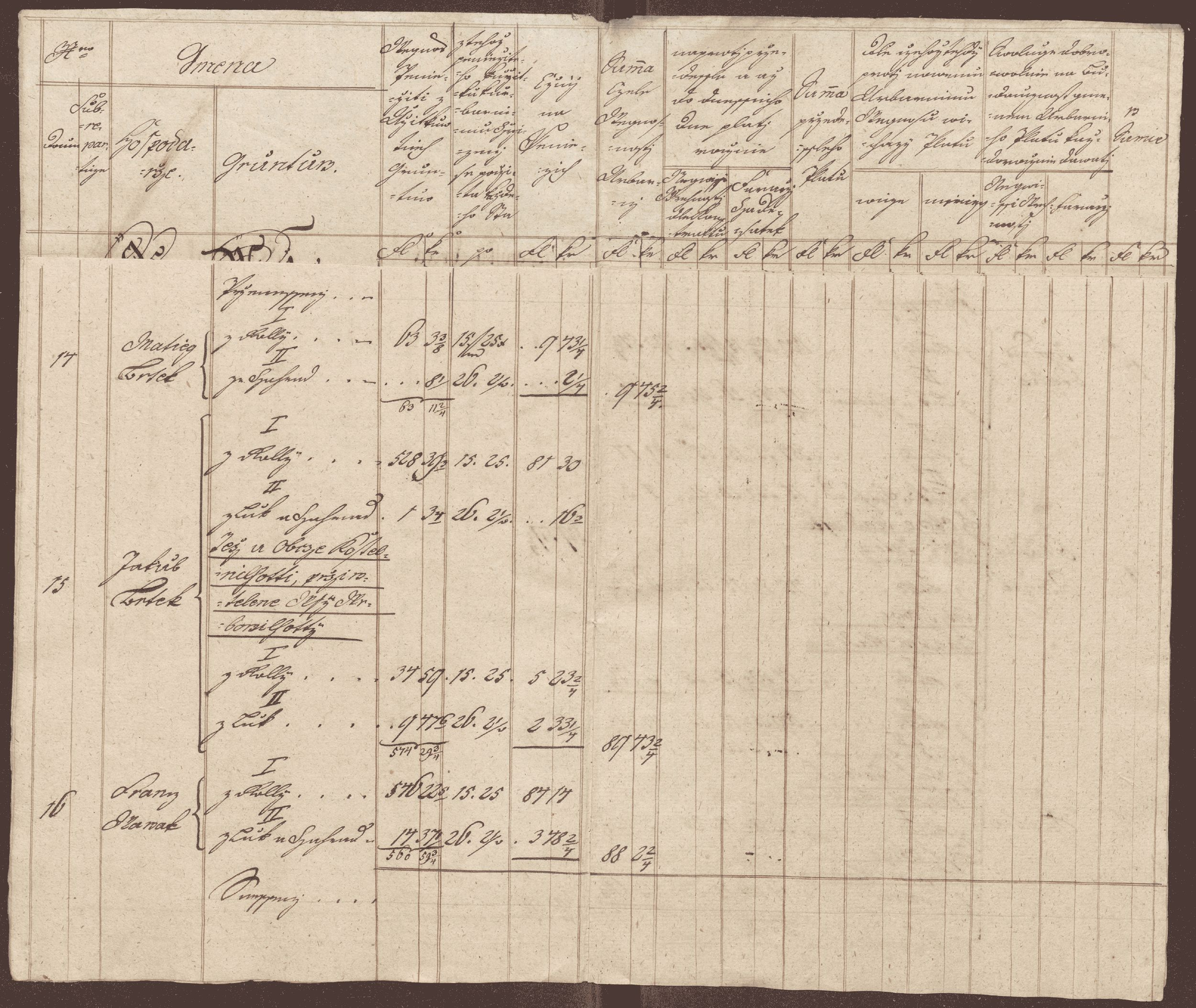
Urbariální fase, kde je k roku 1789 zachycen František Jan Vavák. (SOA Praha)

Pocházel ze selské rodiny. Jeho pradědem byl Karel Vavák zvaný Vyšerovský, který spolu s bratrem Václavem a sestrou Magdalenou prodal roku 1650 rodinné majetky ve Vyšerovicích (dnes Vyšehořovice). Součástí vyšehořovického statku byla i vyšehořovická tvrz. Rod vyšehořovických Vaváků ovšem nebyl rodem rytířským, jak se sám František Jan Vavák ve svých pamětech domnívá, nýbrž rodem dvořáků (vyšehořovická tvrz tehdy již nefungovala jako panské sídlo, nýbrž jako poddanský hospodářský dvůr). Dvořáci bývali privilegovanými poddanými (na rozdíl od svobodníků osobně i majetkově poddáni vrchnosti).
Karel Vavák Vyšerovský ovšem již roku 1639 získal v obci Pečky statek zemřelého Jana Špeldy, jehož osiřelou dceru Kateřinu pojal za manželku. Později rodina přesídlila do Milčic (obec mezi Poděbrady a Českým Brodem), kde se před polovinou 18. století narodil i František Jan. Vzdělání v jeho době na venkově bylo podle dekretu Marie Terezie pouze triviální (trivium = číst, psát a počítat) v obecné škole, další znalosti František Jan Vavák získal jako samouk četbou knih a stykem se vzdělanci. Prakticky celý svůj život pracoval jako sedlák. Kromě toho byl také voleným rychtářem obce Milčice.
Byl nejvýznamnějším písmákem a kronikářem této doby, i když záběr jeho kronik je spíše regionální. V jeho díle je možno studovat duchovní život na tehdejší vsi a začátek období selského-lidového baroka.
Vavákovy hodnoty byly důsledně konzervativní. Oceňoval barokní tradici české země, zbožnost, píli a pracovitost. Ostře odsuzoval francouzskou revoluci a jako nesmlouvavý katolík byl velmi kritický i k josefínským osvícenským reformám.
Během života obdržel i čestné občanství města Plzně, a také panstvo na poděbradském zámku si vážilo svého pilného a samovzdělaného sedláka.
Hrob F. J. Vaváka se nachází u věže gotického kostela Stětí sv. Jana Křtitele ze 14. století ve vesnici Skramníky u Českého Brodu.

## Dílo
- Bitva u Kolína a Křečhoře

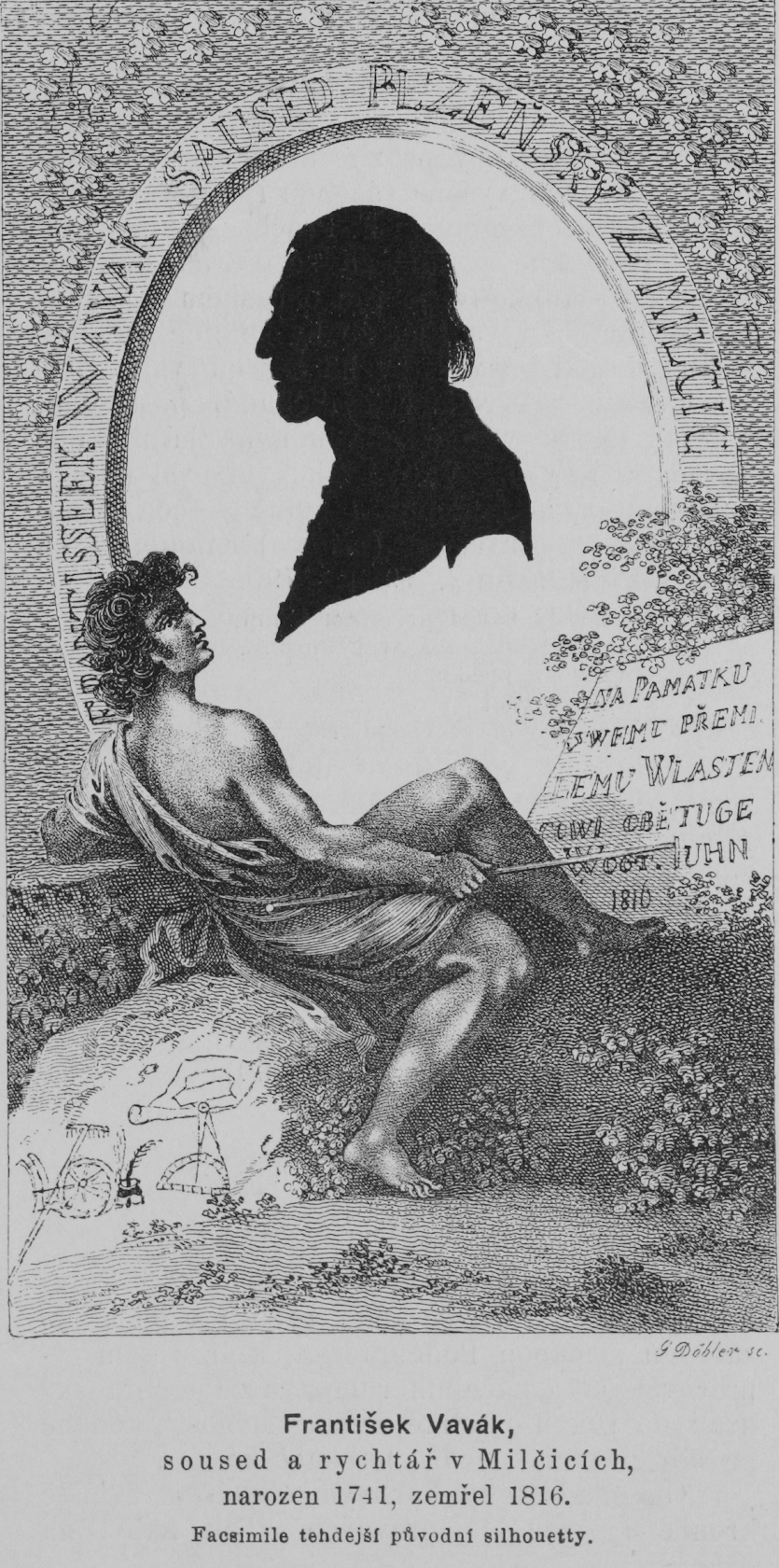
Dobová silueta Fr. Vaváka od Jiřího Döblera

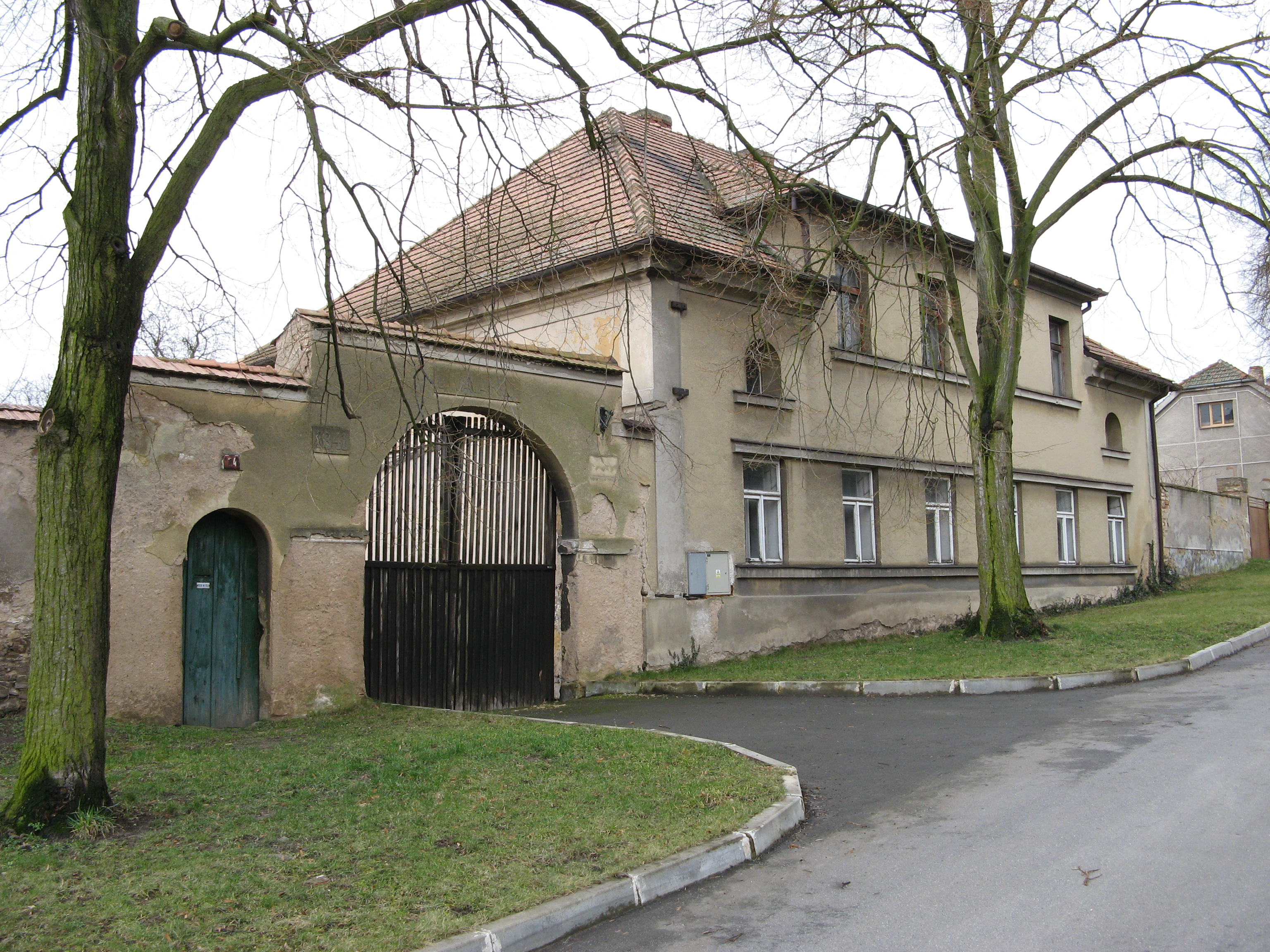
Dům u Vaváků v Milčicích

- Krátké pozorování zlostné a nepravé války francouzské
- Píseň o příhodách v Čechách – veršované
- Vítání české koruny v Čechách
- Tma we dne gako w nocy na rozumu lidském, w národu francouzském učiněná, po wssem swětě rozhlássená
- Paměti, vydané knižně pod titulem Paměti Františka J. Vaváka, souseda a rychtáře milčického z let 1770–1816 Dostupné online

Dále je autorem vítacích řečí:
- Vlastenecké vzbuzování k vděčnému očekávání Leopolda II., královského pána našeho
- Marš každého Čecha ctného – bylo i s hudbou

## Ukázky z knižního vydání Pamětí
Po smrti Františka Jana Vaváka byly jeho ručně psané paměti šířeny jen regionálně a čekaly dvě generace, než se jejich edice ujal katolický kněz Jindřich Skopec (1873–1940), vikarista Pražské kapituly, který je knižně vydal pod titulem Paměti Františka J. Vaváka, souseda a rychtáře milčického z let 1770–1816 (nakl. Skopec, Praha 1910). Pravopis upravil podle nových pravidel (w→v, ss→š, g→j, j→í), data počeštil (septembri → září) atp. Skopec vydávání Vavákova díla nedokončil, začala II. světová válka a on sám zemřel roku 1940. Poslední dva díly z let 1810–1816 vydala Karlova univerzita ve svém nakladatelství Karolinum až v roce 2009.
Na začátku dubna obdrželi jsme patent (pozn. red. z 26. listopadu 1783), v němžto se nařizuje, aby se víc na mračna zvony nezvonilo, nebo prý ten zvuk zvonu netoliko hromobití a bouřky nerozhání, ale ještě takové mocí těch kovů, z nichžto zvonové sliti jsou, přitahuje a nebezpečenství činí, což že dokázáno jest loňského roku, když tak od hromobití množství lidu zabito a věží i kostelů roztlučeno a zapáleno bylo.

1799
Dne 23. září v kraji rakovnickém v zámku Sazenné panství knížete Wchinského (Kinského) umřel tam Anton Strnad, znamenitý a slavný hvězdář a měšťan pražský, rozený z Náchoda, za dnů našich jeden vysoce vznešený Čech.

1800
Koleda novoroční
Těch Rusů, našich hostí, již máme všichni dosti

Jestli tu dlouho budou, učiní zemi chudou,

an prve málo měla, neb všechna zhubeněla

skrz tak dlouhý čas vojny a živení lid zbrojný…
Kdo ty Rusy trochu zkusí

o škodách povídat musí

(Ruská vojska pobývala na českém území v rámci spojenectví proti Napoleonovi.)